# Авиостарт
Авиостарт (на английски: Aviostart) е българска авиокомпания, създадена в София през 1999 година. 

## История
Авиокомпанията е създадена през февруари 1999 г. в София, България. През 2000 г. е сертифицирана да работи с пътнически и товарни полети. В началото фирмата работи с два „Antonov An-24“ турбовитлови самолети и един хеликоптер „Mil Mi-8“. От 2000 – 2003 г. „Авиостарт“ експлоатира полети от името на Организацията на обединените нации и силите в Косово с полети от Косово до други дестинации в Балканите. През последните години авиокомпанията прави предимно частни чартърни полети със самолети „Piaggio P.180 Avanti“, В747F, Ил-76ТД и др. През май 2012 г. е доставен първият „British Aerospace 146“. 

## Флотилия
- 3 броя Piaggio P180 Avanti [2]